# Metro 2

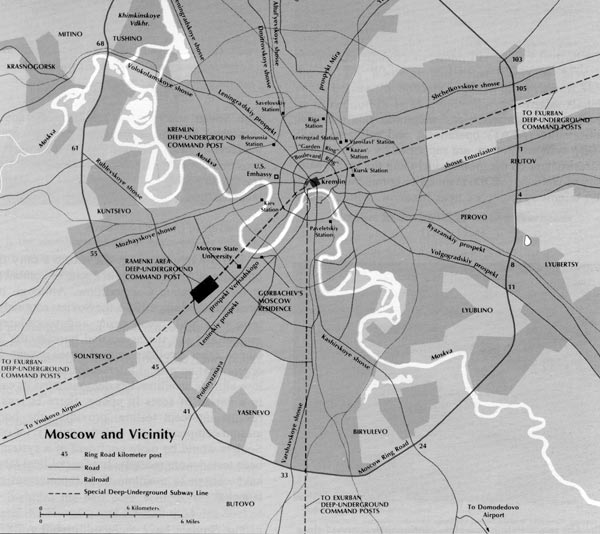
Ricostruzione ipotetica della mappa della Metro-2 secondo i servizi segreti militari americani

Il Metro-2 o D-6 (nome in codice adottato dal KGB) è un'ipotetica rete separata della metropolitana di Mosca, con un percorso parallelo rispetto a quest'ultima. Tale rete sarebbe stata ipoteticamente sviluppata durante i primi anni dell'era staliniana. Si dice che sia più lunga della metropolitana pubblica, che risieda tra i 50 e i 200 m sotto il livello del suolo, e che possegga 4 linee aventi percorsi paralleli e che si sviluppi per 7 livelli sotterranei. Questa rete avrebbe la funzione di collegare il Cremlino alle sedi dell'FSB, all'Aeroporto Governativo di Mosca-Vnukovo e alla presunta città sotterranea situata a Ramenki.
Nel 1994 il capo di una spedizione di esploratori urbani, i Diggers of the Underground Planet, ha affermato di aver trovato un ingresso alla Metro 2.

## Storia
I media russi hanno saputo dell'esistenza di questo collegamento ferroviario sotterraneo in modo anonimo. La sua esistenza tuttavia non è stata confermata né dall'FSB né dai gestori della metropolitana moscovita.
A detta della gente sarebbero molti i tecnici che avrebbero aiutato a costruire la Metro-2 e i livelli sotterranei; ma, sinora, sono presenti solo dichiarazioni poco esplicite e poco affidabili, quindi non attendibili.